# Сорару (Белуно)
Сорару (итал. Sorarù) је насеље у Италији у округу Белуно, региону Венето.
Према процени из 2011. у насељу је живело 31 становника. Насеље се налази на надморској висини од 1104 м.